# Acide phosphomolybdique
L'acide phosphomolybdique (PMA) est un composé chimique de formule 12MoO3·H3PO4. Constitué de douze molécules de trioxyde de molybdène MoO3 et d'une molécule d'acide phosphorique H3PO4, il se présente sous la forme d'un solide jaune-vert soluble dans l'eau et les solvants polaires tels que l'éthanol CH3CH2OH. Il forme un hydrate jaune vif en cristallisant avec 28 molécules d'eau selon une structure 4H2O·12[MoO3·2H2O]·H3PO4.